# Bromek domifenu
Bromek domifenu – organiczny związek chemiczny z grupy amin, czwartorzędowa sól amoniowa (bromek) zawierająca długi, dwunastowęglowy łańcuch alifatyczny oraz resztę eteru etylowo-fenylowego. Ma właściwości antybakteryjne oraz antyseptyczne, przeciwdziała płytce nazębnej i zapaleniu dziąseł. Stosowany do dezynfekcji jamy ustnej (składnik niektórych past do zębów i płynów do płukania jamy ustnej), a także w leczeniu infekcji jamy ustnej i gardła.
Bromek domifenu można otrzymać przez ogrzewanie do wrzenia wodnego roztworu (2-fenoksyetylo)dimetyloaminy z bromkiem dodecylu:
PhOCH2CH2N(CH3)2 + CH3(CH2)11Br → [PhOCH2CH2N(CH3)2(CH2)11CH3]+ Br−

## Preparaty
- Kanada: Antiseptique Pastilles, Bronchodex Pastilles
- Malezja: Domidin
- Portugalia: Neobradoral
- Włochy: Bradoral

Preparaty złożone
- Austria: Bepanthen (z pantenolem), Bradosol (z olejkami eterycznymi)
- Chile: Oralfresh Menta (z chlorkiem cetylopirydyniowym i etanolem)
- Francja: Fluoselgine (z fluorkiem sodu)
- Kanada: Nupercainal (z cynchokainą; maść)
- Polska: Viosept (z klochinolem i chlorowodorkiem tripelenaminy)
- Włochy: Inaral (z chlorowodorkiem ksylometazoliny)